# Тандорф
Тандорф (њем. Thandorf) општина је у њемачкој савезној држави Мекленбург-Западна Померанија. Једно је од 91 општинског средишта округа Нордвестмекленбург. Према процјени из 2010. у општини је живјело 189 становника. Посједује регионалну шифру (AGS) 13058099.

## Географски и демографски подаци
Тандорф се налази у савезној држави Мекленбург-Западна Померанија у округу Нордвестмекленбург. Општина се налази на надморској висини од 57 метара. Површина општине износи 9,1 km². У самом мјесту је, према процјени из 2010. године, живјело 189 становника. Просјечна густина становништва износи 21 становника/km².